# Conostigmus crawfordi
Conostigmus crawfordi är en stekelart som först beskrevs av Mann 1920.  Conostigmus crawfordi ingår i släktet Conostigmus och familjen trefåresteklar. Inga underarter finns listade i Catalogue of Life.